# Cor de tro
Cor de tro (títol original en anglès: Thunderheart) és una pel·lícula estatunidenca de suspens de 1992, dirigida per Michael Apted i interpretada per Val Kilmer, Sam Shepard, Graham Greene, Fred Ward i Sheila Tousey; està produïda per Robert De Niro.
Val Kilmer fa el paper d'un agent de l'FBI amb ascendència sioux que ha d'ajudar en la investigació d'assassinat a una reserva índia. És un thriller polític amb força moments d'acció, i el ritme es manté fins al final. La música de James Horner ajuda a emfatitzar els moments emocionants. La pel·lícula fa un apropament a la cultura i l'espiritualitat del poble sioux. Es basa en els fets reals ocorreguts a Wounded Knee el 1973, quan la vila va ser presa per seguidors de l'American Indian Movement, iniciant-se una confrontació amb els marshals que va durar 71 dies. El 1993 va rebre dues nominacions als premis que atorga la Political Film Society dels EUA: la de denúncia i la de drets humans. Es va emetre per primer cop a TV3 el 1995.

## Argument
Un indi sioux ha estat assassinat en estranyes circumstàncies en una reserva índia de Dakota del Sud, i l'FBI hi envia l'agent Rai a resoldre el cas. El motiu pel qual en Ray ha estat triat és la seva ascendència sioux, malgrat ell renega del seu origen i ho oculta.
Gràcies als mètodes peculiars de Frank Coutelle, un policia, va aprofundint en el seu propi passat, i la població de la reserva comença a confiar en ell. Però a mesura que avança en la investigació es va apropant cada cop més al perill.
Rai es va implicant en els fets de la reserva fins al punt de debatre's entre el seu deure vers l'FBI i el seu naixent sentit de responsabilitat cap a la nació sioux.

## Repartiment
| Intèrpret     | Personatge        | Veu en català  |
| ------------- | ----------------- | -------------- |
| Val Kilmer    | Ray Levoi         | Abel Folk      |
| Sam Shepard   | Frank Coutelle    | Pep Torrents   |
| Graham Greene | Walter Crow Horse | Miquel Cors    |
| Fred Ward     | Jack Milton       | Lluís Marco    |
| Sheila Tousey | Maggie Eagle Bear | Núria Domènech |

## Localitzacions
La pel·lícula es va rodar principalment a l'estat de Dakota del Sud, als EUA.
- Badlands National Park, Interior (Dakota del Sud)
- Reserva índia Pine Ridge (Dakota del Sud)
- Cementiri Wounded Knee, Wounded Knee (Dakota del Sud)
- Washington DC